# Матисова
Матисова (словац. Matysová) — село в Словаччині, Старолюбовняському окрузі Пряшівського краю. Розташоване в північно-східній частині Словаччини в центральній частині Любовньянської височини в долині Липника.
Вперше згадується у 1408 році.
В селі була дерев'яна греко-католицька церква св. Михаїла з 1833 року, у 1979 році перенесена в скансен до Старої Лююбовні.

## Населення
| Рік:            | 1994. | 2004.    | 2014.   | 2024.    |
| --------------- | ----- | -------- | ------- | -------- |
| Кількість осіб: | 112   | 78       | 76      | 55       |
| Різниця:        |       | -30,35 % | -2,56 % | -27,63 % |

| Рік:            | 2023. | 2024.   |
| --------------- | ----- | ------- |
| Кількість осіб: | 56    | 55      |
| Різниця:        |       | -1,78 % |

В селі проживає 62 осіб.
Національний склад населення (за даними останнього перепису населення — 2001 року):
- словаки — 98,86 %
- русини — 1,14 %

Склад населення за приналежністю до релігії станом на 2001 рік:
- греко-католики — 95,45 %,
- римо-католики — 4,55 %,

### Видатні постаті
- Ладижинський Мікулаш (1923—1987) — словацький актор, у 1955—1963 рр. працював в Українському національному театрі в Пряшеві.